# Goran Hadžić
Goran Hadžić (Pačetin, Vinkovci, 7. rujna 1958. – Novi Sad, 12. srpnja 2016.), bio je političar srpske narodnosti u Hrvatskoj, osuđeni ratni zločinac. Nakon uspostave pobunjeničke Srpske autonomne oblasti Slavonije, Baranje i Zapadnog Srema, 25. rujna 1991. izabran je za predsjednika njene vlade.  Od 26. veljače 1992. do prosinca 1993. je 2. predsjednik paradržave „Republike Srpske Krajine“.
Pred hrvatskim sudovima, u odsutnosti, Hadžić je 1995. godine osuđen na 20 godina zatvora zbog raketiranja civilnih cljeva u Šibeniku i Vodicama početkom devedesetih, 1999. godine na daljnjih 20 godina zbog ratnih zločina nad Hrvatima civilima u Tenji pored Osijeka, a 2002. godine je protiv njega i drugih supočinitelja bila podignuta optužnica za ubojstvo gotovo 1300 Hrvata u Vukovaru, Osijeku, Vinkovcima, Županji i drugdje.
Na Haaškom sudu za ratne zločine mu je nakon izručenja iz Srbije 2011. god. suđeno za zločine protiv čovječnosti i povrede ratnog prava i običaja počinjene ubojstvima stotina i progonom tisuća Hrvata s okupiranih područja Hrvatske tijekom Domovinskog rata te za niz drugih zločina. Suđenje je prekinuto u travnju 2016. godine, nakon što mu je dijagnosticiran neoperabilan tumor mozga.

## Životopis
Prije Domovinskog rata radio je u VUPIK-ovom pogonu u Vukovaru, kao skladištar. 
Od mladosti je bio član Saveza komunista. Prije 1990. bio je i vođa Mjesne zajednice Pačetin. U proljeće 1990. kao član Saveza komunista Hrvatske – Stranke demokratskih promjena izabran je za odbornika Skupštine općine Vukovar. Zatim pristupa Srpskoj demokratskoj stranci. 10. lipnja 1990. postaje predsjednik SDS-a za Vukovar. U ožujku 1991. već je bio vođa Općinskog odbora i Glavnog odbora SDS-a za Vukovar, te izvršnog odbora za Knin. Bio je i potpredsjednik regionalnog odbora za istočnu Slavoniju, Baranju i Zapadni Srijem u Pakracu. Do 25. lipnja vođa je Srpskog nacionalnog vijeća.
Tada se SNV proglašava Vladom Srpske Autonomne Oblasti Slavonije, Baranje i Zapadnog Srema. 25. rujna se proglašava predsjednikom samozvane Vlade. Od 26. veljače 1992. do prosinca 1993. predsjednik je takozvane Republike Srpske Krajine.
Nakon potpisivanja Erdutskog sporazuma 1995. godine povlači se iz politike i živi u Novom Sadu; moglo se uočiti da je njegova obitelj stekla veću imovinu. Nakon što je za njim izdana tjeralica, 7 godina se skrivao u selu Krušedol na Fruškoj gori u Srbiji, te je otkriven kada je pokušao prodati sliku slavnog slikara Amedea Modiglianija "Portret muškarca", čija je vrijednost procijenjena na više desetaka milijuna eura. Uhićen je 20. srpnja 2011. godine.

## Suđenja za zločine
Goran Hadžić je na Županijskome sudu u Osijeku 1999. osuđen u odsutnosti na osam godina zatvora, među ostalim, zbog poticanja na zločin, ubojstva, rušenja katoličke crkve i miniranja nesrpskih kuća u Tenji, u blizini Osijeka, od 1. srpnja 1991. do 20. travnja 1992. U Tenji su tada ubijene 23 osobe.
Za njim je u srpnju 2004. podignuta optužnica Haaškog suda, kojom je optužen da je bio član zajedničkog zločinačkog pothvata kojemu je bio cilj trajno uklanjane velike većine Hrvata i drugih nesrba s velikog dijela teritorija Republike Hrvatske. Taj pothvat je uključivao pripadnike vojnog vrha JNA,  političkog vrha SFR Jugoslavije, kasnije Republike Srbije te vođe tzv. RSK i vođe bosanskih Srba. Hadžić je kao član pothvata odgovoran za ratne zločine ubojstva, protjerivanja, zatočenja, mučenja i deportacije Hrvata kao i drugih nesrba.  Optužen je, među ostalim, i za pokolj na Ovčari gdje je strijeljano 250 Hrvata izvedenih iz vukovarske bolnice 1991.
Zbog tumora na mozgu i potrebe za podvrgnućem kemoterapiji pušten je na privremenu slobodu. Sletio je u Beograd 15. travnja 2015., a dan kasnije stigao je u Novi Sad. Sljedećeg je mjeseca vraćen u Haag. Preminuo je 12. srpnja 2016. oko 20 sati na privremenoj slobodi u krugu obitelji, u Novom Sadu.

## Vanjske poveznice
- (boš.) Uhapšen Goran Hadžić!  Arhivirana inačica izvorne stranice od 23. kolovoza 2011. (Wayback Machine)
- (engl.) Optužnica protiv Hadžića